# Світлогірська сільська рада (Криничанський район)
| Світлогірська сільська рада — орган місцевого самоврядування у Криничанському районі Дніпропетровської області з адміністративним центром у c. Світлогірське. Сільській раді підпорядковані населені пункти: - c. Світлогірське |

## Склад ради
Рада складається з 16 депутатів та голови.

## Керівний склад сільської ради
| ПІБ                          | Основні відомості                                                                         | Дата обрання | Дата звільнення |
| ---------------------------- | ----------------------------------------------------------------------------------------- | ------------ | --------------- |
| Журба Володимир Анатолійович | Сільський голова, 1962 року народження, освіта, член Всеукраїнського об'єднання "Громада" | 26.03.2006   | 31.10.2010      |
| Ткаченко Павло Володимирович | Сільський голова, 1958 року народження, освіта вища, член Партії регіонів                 | 31.10.2010   |                 |

Примітка: таблиця складена за даними джерела

## Розташування
Світлогірська сільська рада розташована в східній частині району, за 6 км від районного центру, вздовж берегів річки Мокра Сура.

## Історія
1992 року село Новоукраїнка Світлогірської сільради рішенням Дніпропетровської обласної ради від 5 березня 1992 року.

## Соціальна сфера
На території селищної ради знаходяться такі об'єкти соціальної сфери:
- Світлогірська середня загальноосвітня школа;
- Світлогірська сільська лікарняна амбулаторія;
- Світлогірська сільська бібліотека.